# Драа — Тафілалет
Драа — Тафілалет (араб. درعة - تافيلالت; бербер. ⴷⵔⵄⴰ ⵜⴰⴼⵉⵍⴰⵍⵜ) — один із дванадцяти регіонів Марокко. Населення за переписом 2014 року становить 1 635 008 осіб. Адміністративний центр — Ер-Рашидія.

## Основні дані
Регіон був утворений у вересні 2015 року шляхом сполучення провінцій Ер-Рашидія та Мідельт з колишнього регіону Мекнес — Тафілалет з трьома провінціями колишнього регіону Сус — Масса — Драа.
Назва регіону походить від назв його найбільшої річки (Драа) та найбільшої оази (Тафілалет). Регіон розподіляється на п'ять провінцій.

## Географія
Регіон Драа — Тафілалет розташований на сході країни, посеред Атлаських гір. Крізь регіон протікають дві великі річки: Драа — на заході та Зиз — на сході. 
Регіон межує з п'ятьма іншими марокканськими регіонами: Сус — Массою на південному заході, Марракеш — Сафі на заході, Бені-Меллаль — Хеніфра на північному заході, Фес — Мекнес на півночі та Східним — на північному сході. 
Драа — Тафілалет також межує з двома провінціями Алжиру: Тіндуфом на півдні та Бешаром на південному сході.

## Економіка
Сільське господарство традиційно є основною економічною галуззю в регіоні, але останніми роками на його розвиток негативно впливає явище опустелювання. Ксари (старовинні укріплені міста) в цій місцевості, як-от Айт-Бен-Хадду (об'єкт Світової спадщини), є основою туристичною галузі.
Два найбільших міста, Ер-Рашидія та Варзазат, пов'язані між собою Національним автомобільним маршрутом. Найбільшим аеропортом регіону є Варзазат.